# Nardela
Reinaldo Antônio Baldessin, mais conhecido como Nardela (Piracicaba, 1 de janeiro de 1958), é um ex-futebolista brasileiro que atuava como meia.
É um dos maiores ídolos da história do Joinville, clube pelo qual jogou durante mais de 10 anos, anotando 130 gols em 680 jogos disputados. Com esta marca, manteve-se por quase 20 anos como o maior artilheiro do clube, até ser batido por Lima em julho de 2013,  Nardela é também o jogador com mais títulos catarinenses, são 7 conquistas, sendo 6 de forma consecutiva.

## Carreira
Pelo XV de Piracicaba foi vice-campeão paulista em 1976.
Passou pelo Grêmio, onde foi campeão gaúcho em 1979.
Chegou ao Joinville em agosto de 1980. Foi artilheiro do Campeonato Catarinense em 1983, com 10 gols em 32 jogos; e 1984. Em 1985, mesmo com duas graves contusões, marcou 11 gols.
Em 2013, foi eleito para a Seleção do Centenário do XV de Piracicaba.
Em 2023, foi homenageado com a Medalha do Mérito Princesa Dona Francisca, a maior honraria concedida pela Prefeitura de Joinville.

## Títulos
Grêmio
- Campeonato Gaúcho: 1979[7]

Joinville
- Campeonato Catarinense: 1980, 1981, 1982, 1983[10], 1984, 1985[7] e 1987[13]

## Vereador em Joinville
Nas eleições municipais de 1996 e 2000, Nardela se candidatou a vereador em Joinville–SC. Ficou como suplente e depois acabou convocado nas duas ocasições, integrando a 13ª (1997-2000) 14ª Legislatura (2001-2004).